# Arka Gdynia
Arka Gdynia (vollständig Morski Związkowy Klub Sportowy Arka Gdynia) ist ein polnischer Sportverein aus der an der Ostsee gelegenen Hafenstadt Gdynia (deutsch Gdingen). Der 1929 gegründete Verein feierte in den Jahren 1979 und 2017 mit dem Gewinn des polnischen Fußballpokals seinen größten Vereinserfolge.

## Geschichte
Der Verein wurde 1929 von Arbeitern als Klub Sportowy Gdynia gegründet. Nach mehreren Fusionen mit anderen Vereinen aus Gdynia nahm der Verein 1952 als Klub Sportowy Kolejarz-Arka Gdynia erstmals teilweise seinen heutigen Namen an. Im Folgejahr schaffte der Klub den Aufstieg in die dritthöchste Liga. Im Jahr 1960 folgte der Aufstieg in die zweite Liga, der durch einen Münzwurf entschieden werden musste. Danach pendelte der Verein längere Zeit zwischen zweiter und dritter Liga, bis 1974 zum ersten Mal in der Vereinsgeschichte der Sprung in die Ekstraklasa gelang. Zunächst konnte man sich jedoch nicht in der Liga halten und stieg direkt wieder ab.
Danach folgte die erfolgreichste Zeit des Vereins, als Arka in den Jahren von 1976 bis 1982 sechs Jahre ununterbrochen der höchsten polnischen Spielklasse angehörte. Als sich Arka Ende der 1970er-Jahre in der obersten polnischen Spielklasse etablierte, erzielten sie auch ihren ersten und bis 2017 einzigen Titelgewinn. 1979 setzte sich Gdynia im Pokal-Endspiel in Lublin mit 2:1 gegen Wisła Krakau durch und qualifizierte sich damit auch erstmals für den Europapokal. Im Europapokal der Pokalsieger scheiterte der Klub nach einem 3:2-Heimsieg und einer 0:2-Niederlage im Rückspiel gegen Beroe Stara Sagora bereits in der ersten Runde.

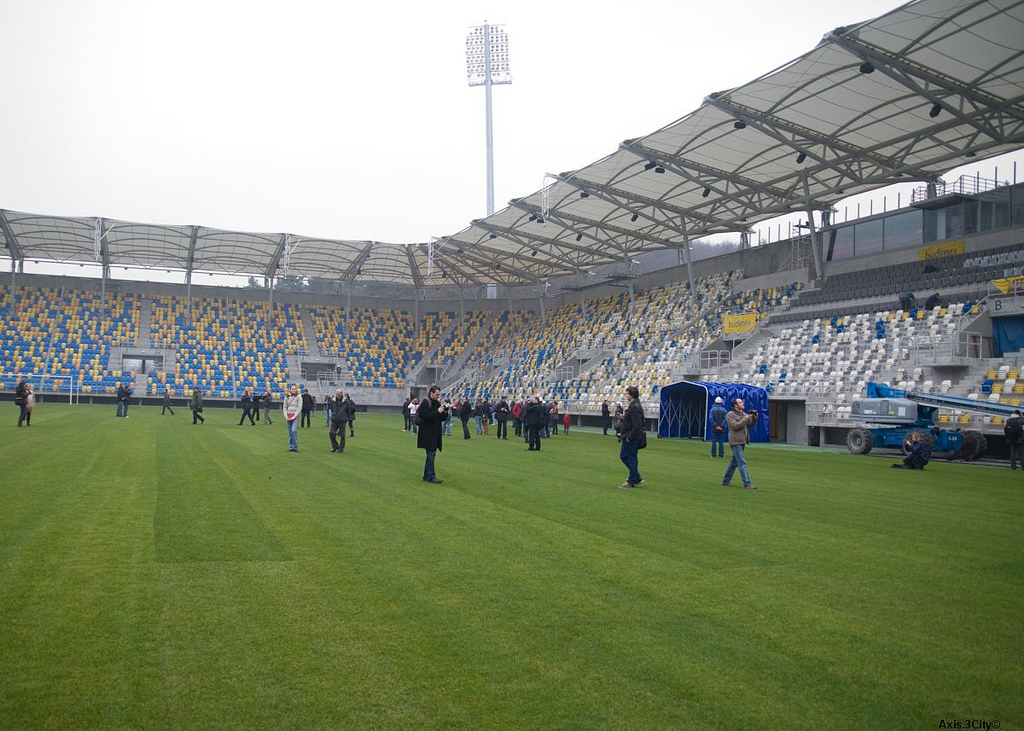
Stadion Miejski

1982 begann der Absturz in die zweite Liga, dem zwei Jahre später gar der Abstieg in die dritte Liga folgte. In den folgenden Jahren pendelte Arka Gdynia zwischen diesen beiden Spielklassen, wobei der Klub überwiegend drittklassig war. Erst 2001 etablierte sich Gdynia wieder in der zweithöchsten Fußballliga und profitierte 2005/06 von der Aufstockung der Ekstraklasa von 14 auf 16 Mannschaften. Dadurch qualifizierte sich mit Gdynia in diesem Jahr auch der Tabellendritte für die oberste polnische Spielklasse. Dies war der erneute Aufstieg nach 23 Jahren in die erste Liga Polens. Jedoch hielt die Erstligazugehörigkeit nur zwei Jahre an und nachdem man 2006 noch in der Relegation gegen Jagiellonia Białystok die Klasse halten konnte, wurde Arka Gdynia durch die Verwicklung in einen Korruptionsskandal zum Zwangsabstieg verurteilt. In der Saison 2007/08 konnte man sich in der 2. Liga den 4. Platz sichern und stieg aufgrund weiterer Mannschaftsdegradierungen in der Ekstraklasa wieder auf. In der Saison 2010/11 stieg der Verein wieder in die zweite Liga ab, in der er fünf weitere Jahre spielte. In der Saison 2015/16 sicherte sich der Verein vorzeitig die Meisterschaft der zweiten Liga und spielt ab der Saison 2016/17 wieder in der Ekstraklasa. In dieser Saison konnte Arka Gdynia den Polnischen Fußballpokal gewinnen, wo man sich im Finale überraschend gegen den Favoriten Lech Posen 2:1 n. V. durchsetzte und somit den zweiten Titel der Vereinsgeschichte holte. 2017/18 schaffte Arka erneut den Finaleinzug, scheiterte dort allerdings an Legia Warschau. Am Ende der Saison 2019/20 verpasste Arka als Vierzehnter der Ekstraklasa den Klassenerhalt.

## Stadion
Heimspielstätte des Klubs ist das Stadion Miejski im Stadtteil Redłowo (Hochredlau), das seit Umbaumaßnahmen 2010 eine Kapazität von insgesamt 15.139 Plätzen hat. Auch der klassentiefere Lokalrivale Bałtyk Gdynia trägt seine Heimspiele dort aus. Das alte an der Ostsee gelegene Stadion (Ejsmonda 1) mit der „Górka“, der Haupttribüne, wurde zu Tennisplätzen umgebaut. Zuvor hatte der Verein knapp 70 Jahre darin seine Spiele ausgetragen.

## Erfolge
- Polnischer Fußballpokal: 1979, 2017
- Polnischer Superpokal: 2017, 2018

## Europapokalbilanz
| Saison  | Wettbewerb                  | Runde                  | Gegner             | Gesamt    | Hin     | Rück    |
| ------- | --------------------------- | ---------------------- | ------------------ | --------- | ------- | ------- |
| 1979/80 | Europapokal der Pokalsieger | 1. Runde               | Beroe Stara Sagora | 3:4       | 3:2 (H) | 0:2 (A) |
| 2017/18 | UEFA Europa League          | 3. Qualifikationsrunde | FC Midtjylland     | (a)4:4(a) | 3:2 (H) | 1:2 (A) |

Gesamtbilanz: 4 Spiele, 2 Siege, 2 Niederlagen, 7:8 Tore (Tordifferenz −1)

## Spieler
- Andrzej Szarmach (1971–1972)
- Janusz Kupcewicz (1974–1982)
- Adam Musiał (1978–1980)
- Bartosz Karwan (2006–2010)
- Zbigniew Zakrzewski (2008–2009)
- Dariusz Żuraw (2008–2009)
- Przemysław Trytko (2008–2010, 2017–)
- Maciej Scherfchen (2009)
- Emil Noll (2010–2011)
- Tomasz Jarzębowski (2011–2014)
- Charles Nwaogu (2012)
- Rafał Grzelak (2013)
- Paweł Abbott (2014–)
- Dominik Hofbauer (2016–2017)
- Josip Barišić (2017–)

## Fans
Fanfreundschaften bestehen traditionell zu KS Cracovia und Lech Posen, die zusammen als Wielka Triada (Große Triade) bekannt sind. Ebenso besteht eine enge und alte Freundschaft der Arkowcy zu Zagłębie Lubin und Polonia Bytom. Größter Rivale von Arka Gdynia ist Lechia Gdańsk aus dem benachbarten Danzig und Śląsk Wrocław aus dem schlesischen Wrocław.

## Rugbyabteilung
Das Rugby-Team des Vereins gewann 2004 und 2005 die polnische  Meisterschaft.